# The Grandmothers
The Grandmothers, grupo que também utilizou outros nomes como The Grande Mothers Re: Invented, é uma banda formada por três músicos que gravaram e se apresentaram ao vivo com Frank Zappa. Entre eles, os integrantes originais do The Mothers of Invention (1966/1967) Roy Estrada, baixo e Don Preston, teclados mais minimoog, e o vocalista, saxofonista e flautista Napoleon Murphy Brock, que participou da terceira formação dos Mothers (1973/1975), com o qual gravou os álbuns Apostrophe (’), Roxy & Elsewhere e Bongo Fury. Após uma parada, o grupo voltou a se apresentar em 2002, para celebrar uma homenagem a Frank Zappa em Leipzig, Alemanha. Outros dois integrantes completam o grupo, o guitarrista sérvio Miroslav Tadic e o baterista californiano Christopher Garcia. A banda tem se apresentado na maioria das vezes pela Europa em turnês incessantes.

## Discografia
- Grandmothers – 1981
- Lookin’ up Granny’s Dress – 1982
- Fan Club Talk Album – 1983
- Dreams on Long Play – 1993
- A Mother of an Anthology – 1993
- Who Could Imagine – 1994
- Eating the Astoria – 2000
- 20 Year Anthology of the Grandmothers – 2001 (CDR)
- The Eternal Question – 2001 (CDR)
- 20 Year Anthology of the Grandmothers (Volume 2) – 2002 (CDR)
- A Grandmothers Night at the Gewandhaus – 2003